# Cantó de Daoulas
El cantó de Daoulas (bretó Kanton Daoulaz) és una divisió administrativa francesa situat al departament de Finisterre a la regió de Bretanya.

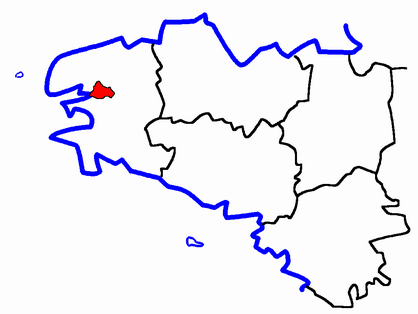
Situació del cantó

## Composició
El cantó aplega 9 comunes :
| Nom bretó           | Nom francès        | Nom gal·ló |
| Daoulaz             | Daoulas            | ---        |
| Hañveg              | Hanvec             | ---        |
| An Ospital          | Hôpital-Camfrout   | ---        |
| Irvilhag            | Irvillac           | ---        |
| Logonna-Daoulaz     | Logonna-Daoulas    | ---        |
| Loperc'hed          | Loperhet           | ---        |
| Plougastell-Daoulaz | Plougastel-Daoulas | ---        |
| Sant-Alar           | Saint-Eloy         | ---        |
| Lannurvan           | Saint-Urbain       | ---        |

## Història
| Data d'elecció                           | Identitat    | Partit        | Qualitat |
| ---------------------------------------- | ------------ | ------------- | -------- |
| 1998-                                    | André Le Gac | Divers gauche |          |
| les dades anteriors no són pas conegudes |              |               |          |
|                                          |              |               |          |